# História (album)
A História a Hooligans együttes 10. albuma, amely alig egy hét alatt elérte a dupla platinalemez státuszt. A lemez 2013. október 1-jén jelent meg, és 2013. december 13-án már tripla platinalemez státuszú volt.

## Számlista
1. Intro
2. Mindörökké
3. Egyformán
4. Idegen
5. Szárnyas lázadó
6. Tavalyi hó
7. Másik szemmel
8. Mint a szél
9. Áldatlan múlt
10. Szerelem mentség
11. Visz az idő
12. Harcra fel!

## Közreműködők
- Ördög Tibor - ének
- Tóth Tibor - gitár, vokál
- Kiss Endre - dobok
- Késmárki Zsolt - basszusgitár

### Még közreműködtek
- Kolozsvári Tamás - vokál
- Závodi Gábor - vokál, billentyűs hangszerek
- Bátori Miklós - vokál
- Péter Barbara - vokál
- Fehér Attila - vokál
- Dandó Zoltán - vokál, billentyűs hangszerek, programozás

## Linkek
- http://rockbook.hu/hirek/hooligans-historia-2013-lemezkritika
- http://www.music.hu/lemezajanlo/11175/hooligans_historia_hear_hungary